# حرب فكتوريو
حرب فكتوريو (وتُدعى أيضًا حملة فكتوريو) كانت نزاعًا مسلحًا بين الأتباع الأباتشيّين للزعيم فكتوريو وبين الولايات المتحدة والمكسيك، بدأ في شهر سبتمبر من عام 1879. كان فكتوريو معرّضًا للاعتقال والإنزاح القسري من موطنه في نيو مكسيكو إلى محمية سان كارلوس الهندية في المنطقة الجنوبية الشرقية من أريزونا، فشنّ حرب عصابات في جنوب نيو مكسيكو وغرب تكساس وشمال المكسيك. خاض فكتوريو عديدًا من المعارك والمناوشات ضد جيش الولايات المتحدة، وداهم عديدًا من المستوطنات، إلى أن قتله الجيش المكسيكي هو ومعظم المقاتلين معه في شهر أكتوبر من عام 1880، في معركة القِلاع الثلاث (Battle of Tres Castillos). بعد أن قُتل فكتوريو، شن مُلازمه نانا غارة في عام 1881.
كتب الباحث دان ثراب حرب فكتوريو «لم يكن للمقاتلين الأباتشيين بعد ذلك أعداد كهذه تجوب البلد وتدمرها، ولم يكن لهم بعد ذلك قيادة تقودهم وتديرهم بمثل ذلك الاقتدار والحنكة». فكتوريو في نظر الباحث روبرت إن واط «معروف بين كثيرين بأنه كان من أفضل قادة حروب العصابات في معارك الأباتشي».

## خلفية
في عام 1879 كان فكتوريو يبلغ من عمره 55 سنة. وقد كان محاربًا محنكًا، وقائدًا للعيون الدافئة (بالإسبانية: Ojo Caliente) أو عصبة الأباتشي الشيحينة (Chihenne band of Apaches). كانت العيون الدافئة في شمال المنطقة التي تُدعى الآن مونتيتشيلو في كندا ألاموسا في نيو مكسيكو. تأسست في العيون الدافئة محمية لفكتوريو وعصبته، وقد سجّل إحصاء عام 1876 أنه أقام فيها 916 فردًا من رجال الأباتشي ونسائها وأطفالها.
في أواخر سبعينيات القرن التاسع عشر اتبعت حكومة الولايات المتحدة سياسة جمع عصب الأباتشي في محمية سان كارلوس الهندية في صحراء الأريزونا. لكن فكتوريو وعصبة أباتشي العيون الدافئة قاوموا هذه السياسة، بكل من الطرائق السلمية وطرائق العنف. كان بعض الأباتشيين في محمية سان كارلوس أعداء لعصبة العيون الدافئة، وكانت إدارة المحمية المتمثلة في العملاء الحكوميين فاسدة، وكانت المحمية عمومًا معروفة بازدحامها الخانق وقلة الأعشاب فيها للرعي والصيد، وسوء مائها، وارتفاع درجات الحرارة فيها. وكانت نسبة وفيات الأباتشي في المحمية عالية، خصوصًا وفيات الملاريا، وهو مرض لم يكن معروفًا بينهم من قبل.
التمس العقيد إدوارد هاتش (قائد جيش الولايات المتحدة في نيو مكسيكو) والملازم تشارلز دبليو ميريت (القائد المحلي في العيون الدافئة، من سلاح الخيّالة التاسع الذي كان متألفًا من أمريكيين أفارقة، أو الجنود الجواميس كما كان أفراد الأباتشي يدعونهم) من الحكومة في واشنطن العاصمة أن تتيح لفكتوريو محمية في العيون الدافئة، لكن رُفض التماسهما.

### المناوشات المبكرة
هاجم مقاتلو الأباتشي التابعون لفكتوريو المستوطِنين بالقرب من مدينة سيلفر، في أوائل شهر إبريل من عام 1879.